# Maureen McHugh
Maureen F. McHugh (ur. 13 lutego 1959) – amerykańska pisarka fantastyki naukowej i fantasy.

## Kariera
Jej pierwsza opublikowana historia pojawiła się jako Twilight Zone first, początkowo pod męskim pseudonimem w 1988, a następnie pod jej własnym nazwiskiem w Isaac Asimov’s Science Fiction Magazine w 1989. Od tamtej pory napisała pięć powieści i ponad dwadzieścia opowiadań. Jej pierwsza powieść, China Mountain Zhang (1992), była nominowana zarówno do nagrody Hugo, jak i Nebuli, i zdobyła James Tiptree Jr. Award. W 1996 zdobyła nagrodę Hugo za opowiadanie The Lincoln Train (1995). Zbiór opowiadań McHugh Mothers and Other Monsters została nominowana do nagrody Story Prize w grudniu 2005.

## Powieści
- China Mountain Zhang(inne języki) (1992, w Polsce w 1997[5])
- Half the Day Is Night (1994)
- Mission Child (1998)
- Nekropolis (2001)
- Po apokalipsie (ang. After the Apocalypse, 2011, w Polsce w 2014[6])